# Яків I (король Англії)
Яків I (англ. James I, лат. Iacobus I, 19 червня 1566 — 27 березня 1625) — король Англії (1603—1625), перший із шотландської династії Стюартів (син Марії I Стюарт), і король Шотландії (1567—1625, правив під іменем Яків VI); ставши королем двох держав, першим почав називати себе королем Великої Британії. Закріпив за собою титул «Його Величності». Прагнув утвердити Боже право королів.

## Молоді роки
Яків був сином Марії I Стюарт, королеви Шотландії, та Генріха Стюарта, лорда Дарнлі. Марія Стюарт була правнучкою англійського короля Генріха VII, засновника дому Тюдорів, що забезпечувало Якову спадкові права на англійську корону. За батьком Яків також був нащадком англійських королів. Можливість здобуття англійського престолу надалі стала одним із визначальних факторів політики Якова VI.
Через декілька місяців після народження Якова його батька було вбито за підозрілих обставин. Громадська думка приписала цей злочин Марії Стюарт та її коханцю графу Ботвеллу. У Шотландії спалахнуло повстання проти королеви, й 24 липня 1567 року Марія Стюарт була змушена підписати зречення шотландського престолу на користь свого сина, якому ледве виповнився рік від народження. 29 липня 1567 року в Стерлінгу Яків був коронований королем Шотландії.

## Правління Якова VI у Шотландії

### Період регентств
Регентом Шотландії при малолітньому королі було призначено Джеймса Стюарта, графа Морея, єдинокровного брата скинутої королеви й лідера протестантської партії. Базою його політики стало подальше зближення з Англією й поглиблення протестантських реформ. Однак втеча у 1568 році Марії Стюарт та ув'язнення у Лохлевенському замку спричинила розбрат у суспільстві: багато представників великої аристократії (герцог де Шателеро, графи Гантлі та Аргайл) перейшли на бік королеви й виступили проти регента. У битві під Лангсайдом (1568) Марія та її прибічники були розбиті, королева втекла до Англії. За ініціативою Єлизавети I почалось розслідування обставин убивства Дарнлі та позбавлення престолу королеви Марії, що завершилось перемогою регента. Однак його тріумф був нетривалим: 23 січня 1570 року регента убив один із прибічників Марії.
Смерть Морея стала поштовхом до громадянської війни в Шотландії (1570—1573) між «партією короля», яку представляв уряд і радикальні протестанти, та «партією королеви», до якої входила значна частина великої аристократії консервативного толку. Единбург, західна та північно-східна частини країни перейшли під контроль прибічників Марії Стюарт. Положення ускладнювалось частою зміною регентів при малолітньому королі: Метью Стюарт, 4-й граф Леннокс (1570—1571), Джон Ерскін, 1-й граф Мар (1571—1572), Джеймс Дуглас, 4-й граф Мортон (з 1572 року). Тільки втручання англійської королеви й підтримка уряду містами та дрібним дворянством забезпечила в 1573 році перемогу «партії короля». Громадянська війна завершилась взяттям Единбурга 28 травня 1573 року, прибічники Марії Стюарт визнали короля Якова VI.
Після закінчення громадянської війни у Шотландії встановився період спокою (1573—1578 рр.), пов'язаний з ефективними діями регента Мортона. Йому вдалось відновити законність і правопорядок й затвердити протестантську релігію в країні. Однак саме у цей час починається розповсюдження пресвітеріанських ідей Ендрю Мелвілла, які швидко знайшли визнання серед духовенства, городян і дрібного дворянства, але ворожо сприйняті урядом, що остерігався втрати державою контролю над церквою.

### Державні перевороти 1570—1580-х років
Влада регента Мортона була підірвана у 1578 році, коли графи Атолл і Аргайл захопили короля й оголосили про завершення регентства. Мортону згодом вдалось повернути свою владу, однак події 1578 року стали тільки першим етапом у цілій серії державних переворотів і контрпереворотів, що трусили Шотландію наприкінці 1570—1580-х років.
У цей час у країні оформились дві основні антагоністичні політичні сили: радикальні протестанти на чолі з графом Ангусом і Вільямом Рутвеном, що вимагали реформування церкви відповідно до принципів пресвітеріанства й укладення тісного союзу з Англією; та консервативна (або католицька) партія на чолі з графом Гантлі, що додержувалась поміркованих поглядів у церковній політиці, готова на примирення з католиками й орієнтувалась на Францію та Іспанію. Перші спирались на дрібне духовенство й середні шари населення, серед яких нові пресвітеріанські ідеї Ендрю Мелвілла швидко завоювали широке визнання, а інші представляли інтереси великої аристократії північних регіонів країни та єпископату. Молодість короля поки не дозволяла йому встати над боротьбою двох діаметрально протилежних політичних сил та об'єднати країну.
У 1580 році регент Мортон був заарештований за звинуваченням у співучасті в убивстві лорда Дарнлі й наступного року страчений. При владі опинився фаворит молодого короля Есме Стюарт, 1-й герцог Леннокс. Політика Леннокса була близькою консерваторам: до Шотландії прибули єзуїти, почалось зближення з континентальними державами, було створено пишний королівський двір за французьким зразком. Однак шотландське духовенство відмовилось співпрацювати з новим урядом. У серпні 1582 року стався новий державний переворот: король був захоплений Вільямом Рутвеном, до влади прийшли радикальні протестанти. Їхнє правління виявилось також недовговічним: у червні 1583 року Яків VI утік з-під влади Рутвена й за допомогою північних баронів скинув режим ультрапротестантів.
На чолі уряду став Джеймс Стюарт, граф Арран, який уособлював помірковано-консервативну реакцію. У 1584 році було придушено черговий заколот радикальних протестантів і затверджено «Чорні акти», які засуджували пресвітеріанські перетворення у церкві. У результаті країну залишило багато пресвітеріан, у тому числі і їхній головний ідеолог Ендрю Мелвілл. Аррану вдалось домогтись згоди Англії на укладення військово-політичного союзу з Шотландією, однак неможливість досягнення компромісу з пресвітеріанами підривала позиції режиму всередині країни. Наприкінці 1585 року до країни за англійської підтримки повернулись емігранти-протестанти на чолі з графом Ангусом. Яків VI був змушений усунути Аррана і сформувати новий уряд, до якого увійшли представники ультрапротестантів.

### Політика «Середнього шляху»
До середини 1580-х років посилюється вплив самого короля на політику країни. Яків VI почав все більше регулярно брати участь у засіданнях державної ради, концентруючи у своїх руках важелі управління. Падіння Аррана у 1585 році та смерть Ангуса у 1588-му послабили обидва ворожих політичних угруповання й дозволили королю почати здійснення власної політики «Середнього шляху». До королівської ради у 1585 році увійшли як представники консерваторів, так і низка пресвітеріан. Король намагався уникати у своїй політиці крайнощів і зосередився на посиленні міжнародного становища Шотландії та проведенні поміркованих протестантських реформ. Уже у 1583 році Яків VI оголосив про своє бажання об'єднати дворянство і стати дійсно загальнонаціональним монархом.

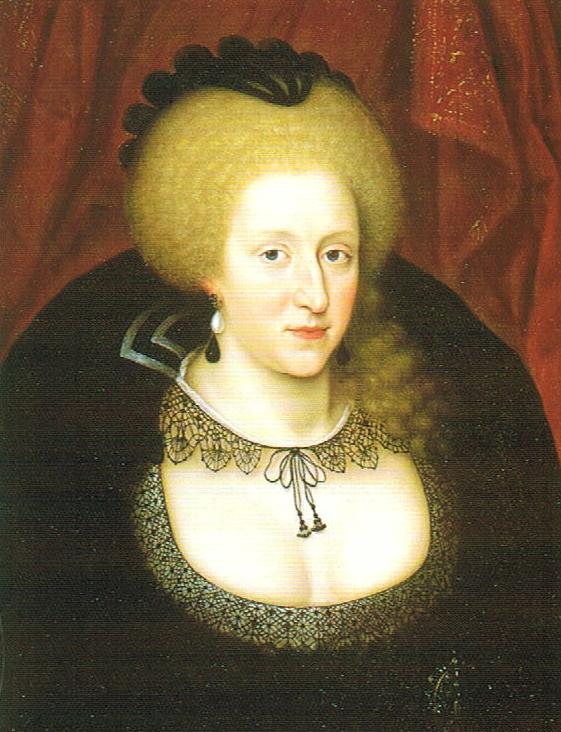
Анна Данська, дружина короля Якова VI

Перемовини з Англією було продовжено, вони завершились 5 липня 1586 року укладенням угоди про союз і взаємодопомогу в разі агресії третіх країн, причому Єлизавета I встановила щорічну субсидію шотландському королю у розмірі 4000 фунтів стерлінгів і фактично погодилась із правом спадкування Яковом VI англійського престолу. Першою перевіркою англо-шотландського союзу на міцність стала страта матері Якова Марії Стюарт 8 лютого 1587 року в Англії. Шотландський король висловив свою печаль і смуток, однак не став розв'язувати війну.
Другою перевіркою став похід «Великої Армади» у 1588 році. Яків VI мобілізував військові сили своєї країни, придушив виступ католиків на підтримку Армади й був готовий надати військову допомогу Англії у разі висадки іспанського десанту. У 1589 році король одружився з Анною Данською, дочкою Фредеріка II, короля Данії та Норвегії.
Міцний союз з Англією і шлюб короля із представницею одного з протестантських домів Європи позбавив радикальних пресвітеріан важливого важеля тиску на короля. Окрім того, у ультрапротестантів на той момент не було яскравого та енергійного лідера, що сильно послаблювало їхні можливості. Серйознішу загрозу являли консерватори — барони північних регіонів країни на чолі з графом Гантлі, підозрювані у симпатіях до католицтва. У 1589 році стало відомо про листування Гантлі, у якому він висловлював смуток з приводу провалу експедиції «Великої Армади». Королівська армія виступила проти графа і швидко домоглась його підкорення. У 1592 році було розкрито змову єзуїтів на підтримку іспанської інтервенції, до якої також виявився втягнутим Гантлі. Король знову зібрав війська та змусив північних баронів присягнути на вірність протестантській релігії під страхом вигнання. Достатньо м'яке поводження Якова VI з північними баронами пояснювалось небажанням короля втрачати підтримку католиків, передусім в Англії, на престол якої він претендував, й загострювати стосунки з континентальними державами.
Більш жорстко Яків VI поводився із заколотниками з пресвітеріанського табору. Ескапади графа Ботвелла у 1591—1594 роках потягнули за собою його арешт, конфіскацію володінь і вигнання графа з Шотландії. З іншого боку, король не перешкоджав зростанню впливу пресвітеріїв й поступовому усуненню єпископів від церковної влади, надавав підтримку англійським пуританам, а у 1592 році затвердив акт парламенту Шотландії про пресвітеріанську реформу церкви. Кульмінацією про-пресвітеріанської політики Якова VI став похід короля в 1594 році у супроводі Ендрю Мелвілла й лідерів ультрапротестантів проти північних баронів, що завершився їхнім вигнанням із країни та конфіскацією володінь. Невдовзі, щоправда, Гантлі повернувся та, після його формального навернення у пресвітеріанство, був відновлений у правах. Це, однак остаточно усунуло католицьку загрозу в Шотландії.
Приблизно у той самий час було ліквідовано й ультрапротестантську загрозу. До середини 1590-х років пресвітеріани стали суттєво впливати на суспільно-політичне життя країни: вони намагались заборонити торгівлю з католицькою Іспанією, проведення ярмарків у вихідні й театральні постановки, відкрито критикували короля та його міністрів за нехтування божественними настановами. У грудні 1596 року під час перебування Якова VI в Единбурзі там спалахнув заколот ультрапротестантів. 5 серпня 1600 року було розкрито нову змову Говрі, коли низка ультрапротестантських баронів намагалась захопити короля. Ці заворушення дозволили королю розгромити радикалів та вигнати їхніх лідерів із країни.

### Церковна політика
Усунення політичної небезпеки з боку католиків та ультрапротестантів дозволило Якову VI перейти до впровадження в життя власних уявлень про місце церкви у державі. До середини 1590-х років доктрина Ендрю Мелвілла про «два царства», що передбачала фактичне підпорядкування державної влади пресвітеріанській церкві, набула широкого визнання у Шотландії. Єпископи цілком втратили владу, духовенство припинило брати участь у парламентах, а генеральні асамблеї шотландської церкви все більше втручались до справ держави. Торжество пресвітеріанської моделі управління було зафіксовано статутом 1592 року.
З 1596 року король поступово почав посилювати свою владу в церковних питаннях. Маніпулюючи часом і місцем скликань генеральних асамблей та використовуючи політичний тиск, Яків VI зміг домогтись визнання за королем права призначення пасторів до найважливіших парафій та відновити участь єпископів у парламенті країни. У 1604 році король відмовився скликати генеральну асамблею церкви, а кілька делегатів, що намагались без королівської санкції відновити засідання, були заарештовані. Ендрю Мелвілл, який виступив на захист прав священнослужителів був у 1606 році ув'язнений у Тауері. Наступним кроком стала реставрація ролі єпископату. Законом 1606 року єпископам було повернуто земельні володіння й ренти, секуляризовані у період протестантських реформ, а також повноваження з контролю над синодами та пресвітеріями.
Відновлення значення єпископату, однак, не потягнуло за собою змін у повноваженнях парафіяльних зборів та пресвітерій, верховним органом церковної адміністрації залишилась генеральна асамблея, щоправда, більше залежна від короля, ніж раніше. У результаті склалась система так званого «якобітського компромісу», яка дозволила примирити ворожі угруповання й забезпечити посилення впливу короля у церковних питаннях.

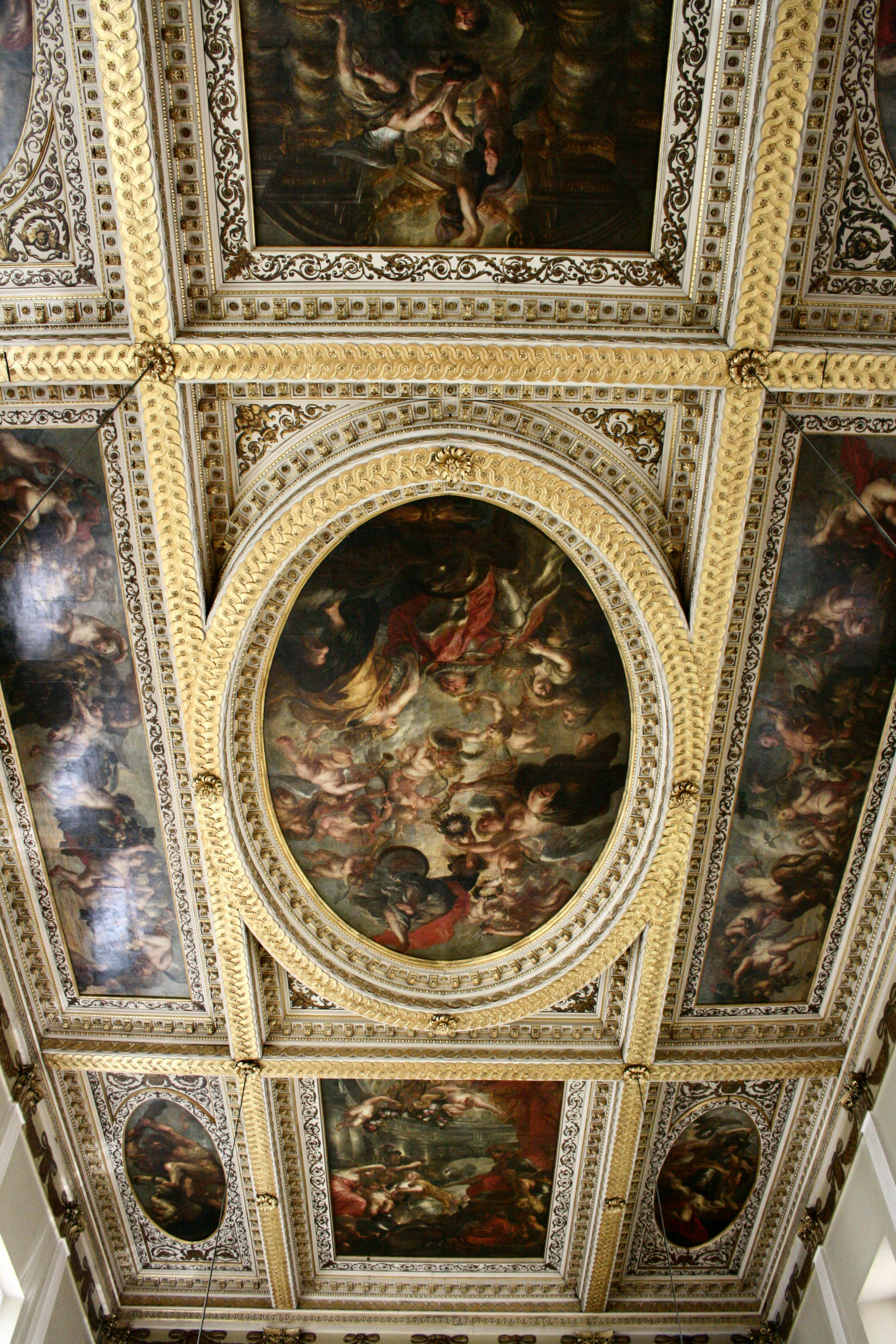
Розписана Рубенсом стеля Бенкетної зали зі сценами з життя короля Якова

Наприкінці свого правління, багато в чому завдяки англійському впливу, Яків VI почав проводити доктринальні реформи в шотландській церкві. У 1617 році король запропонував для затвердження генеральній асамблеї «П'ять статей», що передбачали введення до пресвітеріанської літургії елементів англіканства. Ці пропозиції (особливо введення колінопреклоніння під час причастя) спричинили потужне обурення шотландського духовенства. Генеральна асамблея відмовилась затвердити статті. Тільки в 1621 році шляхом маніпуляцій із виборами і прямого тиску на делегатів вдалось домогтись схвалення «П'яти статей» парламентом. Літургійні реформи Якова VI призвели до формування в Шотландії нової опозиції королю та значною мірою звели нанівець успіхи у сфері організаційної перебудови церкви. Усвідомлюючи крах своєї літургійної політики, Яків VI не став наполягати на рішучому впровадженні в життя «П'яти статей» та відмовився від продовження церковних реформ.

### Соціально-політичні результати правління в Шотландії
За час свого тривалого правління в Шотландії Якову VI, завдяки поєднанню рішучості у встановленні королівської влади й готовності до компромісів, вдалось вивести країну з періоду тривалої релігійно-політичної кризи й забезпечити сорокарічний період миру та спокою. Король намагався апелювати безпосередньо до народу Шотландії, розриваючи традиційні феодальні зв'язки. Міжусобиці та дуелі було заборонено, зловживання баронів рішуче припинялись. Було суттєво реформовано судову систему, а у 1606 році створено інституцію мирових суддів. Одночасно на державну службу у безпрецедентних масштабах залучались представники середнього класу. Лицарські звання, секуляризовані землі та графські титули розподілялись, в основному, серед талановитих вихідців із дрібного дворянства й городян, створюючи нову опору для королівської влади. Не вдаючись до репресій, Яків VI цілковито ліквідував підґрунтя для аристократичних переворотів і зробив короля дійсно надфракційною фігурою, що забезпечує єдність нації.
Якову VI вдалось також забезпечити включення до загальної системи державної влади напівавтономних гірських регіонів західної Шотландії. Одним із найважливіших напрямків королівської політики у цій галузі стало масове переселення шотландців з рівнинних регіонів на Гебридські острови, в Аргайл та, що мало найбільше значення, в Ольстер. У той самий час королівській владі були підпорядковані вожді гірських кланів (експедиція лорда Охілтрі на Гебриди у 1608 році й підписання Статуту Йони у 1609 році, придушення заколотів Макдональдів у 1614—1615 роках, розгром клану Мак-Грегорів у 1610 році). При цьому Яків VI у боротьбі за підкорення гірських регіонів продовжував політику своїх попередників і спирався на кілька найвідданіших королю кланів (Кемпбелли, Макензі). У 1611—1615 роках була ліквідована автономія Оркнейських островів.
Яків VI також заохочував торгівлю й місцеве сільськогосподарське виробництво. Саме на період його правління припадає виникнення в Шотландії цукрової та скляної промисловості, ривок у виробництві сукна з вовни й льону, видобутку вугілля й варіння солі, орієнтованих на експорт, передусім до Англії, торгівля з якою в умовах об'єднання корон стала практично безподатковою. До кінця правління Якова VI рівень життя в країні значно підвищився.
Показовою рисою політики Якова VI стала перша спроба заснування шотландської колонії в Америці. У 1621 році король подарував Вільяму Александеру, графу Стерлінгському, права на заснування колонії «Нова Шотландія» на узбережжі сучасної Канади. У рамках кампанії із залучення колоністів було навіть започатковано новий дворянський титул баронета. Перші колоністи прибули до Нової Шотландії у 1622 році, згодом у французів відняли Порт-Роял, що став центром колонії. Однак у 1632 році шотландські придбання в Канаді були передані Франції.

### Англійська спадщина
Уся зовнішня політика Якова VI була підкорена перспективам набуття англійського престолу. Королева Англії Єлизавета I не мала дітей та єдиними нащадками Генріха VII, засновника династії Тюдорів, залишились король Яків, його двоюрідна сестра Арабелла Стюарт та англійські Сеймури. Найкращі шанси були у Якова VI, однак Єлизавета до самого кінця життя відмовлялась визначитись із кандидатурою спадкоємця. Шотландський король здобув підтримку провідних радників літньої королеви Єлизавети (Роберта Сесіла та Чарльза Говарда), які переконали королеву на смертному одрі ухвалити рішення на користь Якова.

## Правління Якова I в Англії

### Початок правління

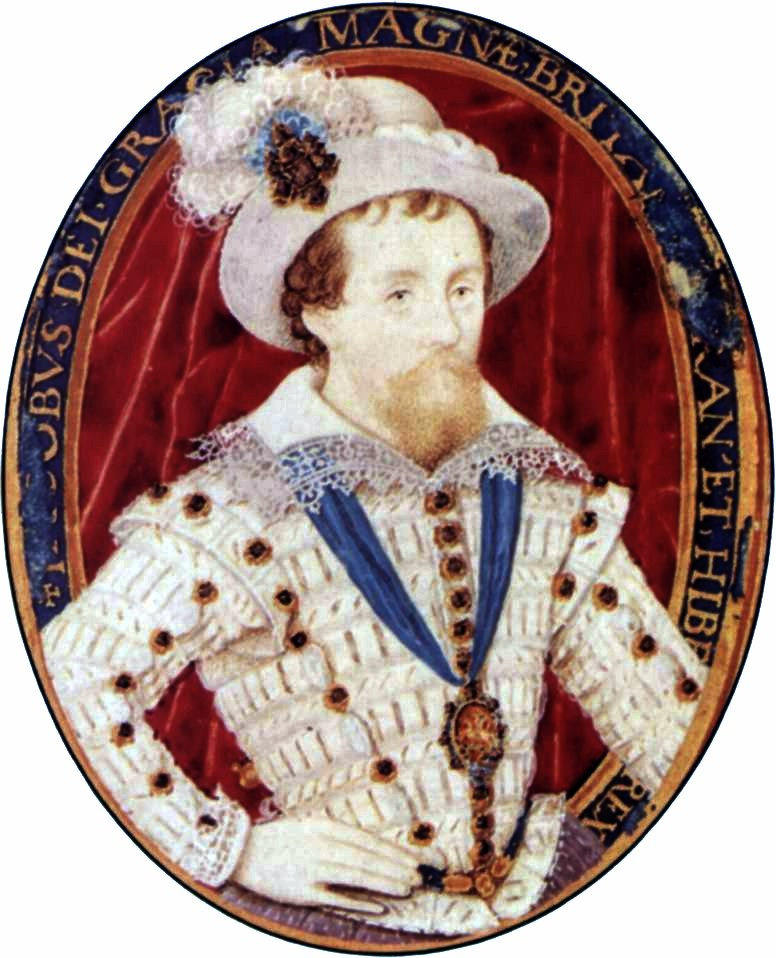
Ніколас Гілліард. Портрет Якова I після сходження на англійський престол

5 квітня 1603 року Яків залишив Единбург й вирушив у Лондон, вирішивши обрати своїм місцем перебування більше зі своїх королівств. Під час від'їзду Яків пообіцяв шотландцям повертатись раз на три роки. Цю обіцянку він не виконав: король побував відтоді у Шотландії тільки одного разу, за чотирнадцять років, у 1617 році.
25 липня 1603 року у Вестмінстерському абатстві Яків VI був коронований королем Англії під ім'ям Якова I (англійська вимова Джеймс I). Шотландія та Англія під владою короля залишались незалежними державами, якими керував один монарх (див. Персональна унія). План об'єднання обох британських держав був одним із найамбіційніших проєктів Якова I, однак через опір парламентів Англії та Шотландії так і не був реалізований за життя короля. Об'єднання відбудеться тільки у 1707 році.
Початок правління Якова в Англії ознаменувався масовою посвятою у дворянство й роздаванням титулів (за весь час правління короля лицарське звання було надано близько 300 людям, з них 62 отримали титули лордів, графів, маркізів чи герцогів). Головним радником короля залишився державний секретар Роберт Сесіл, свої позиції зберегли й багато інших єлизаветинських чиновників. Були реабілітовані учасники змови Ессекса, а його супротивники (зокрема, Волтер Релі) були заарештовані за підозрою у спробі державного перевороту.
Негайно після прибуття до Англії король стикнувся зі складною проблемою релігійних конфліктів. Пуритани представили Якову I Тисячну петицію, де висловлювались побажання щодо поглиблення реформ в англіканській церкві. У 1604 році відбулась Гемптон-Кортська конференція, на якій було вжито спроби досягнути згоди між офіційною церквою та пуританами. Попри те, що у рідній Шотландії вже півстоліття панувало пресвітеріанство, Яків I був противником пресвітеріанських чи пуританських реформ в Англії, вважаючи їх такими, що загрожують королівській владі.
Король достатньо лояльно ставився до католиків й не припускав реалізації жорстких англійських законів проти католиків, при дворі Якова I навіть сформувалась прокатолицька партія на чолі з Говардами. Однак єзуїти й радикальні католики не були цим задоволені. У 1605 році було розкрито Порохову змову з метою убивства короля і членів парламенту. Його учасників було страчено, у країні почались репресії проти католиків. У пам'ять про спасіння короля й парламенту було встановлено державне свято 5 листопада. Донині цього дня у Великій Британії спалюють опудало Гая Фокса, одного з учасників Порохової змови.

### Конфлікти з парламентом
Практично одразу після сходження Якова I на англійський престол почалось спочатку обережне, але таке, що поступово набирало силу, протистояння парламенту й короля Англії. Уже у 1604 році, незважаючи на добровільну відмову короля від своїх прерогатив у сфері встановлення монополій та королівської опіки, парламент Англії не затвердив субсидії королю. У 1605 році королю вдалось домогтись санкціонування екстраординарного податку, однак надходження від нього були недостатніми. Яків I почав стягувати податки з імпортних товарів без згоди парламенту, що спричинило бурю невдоволення останнього. Однак, завдяки митній реформі Роберта Сесіла, королю тимчасово вдалось стабілізувати королівські фінанси.

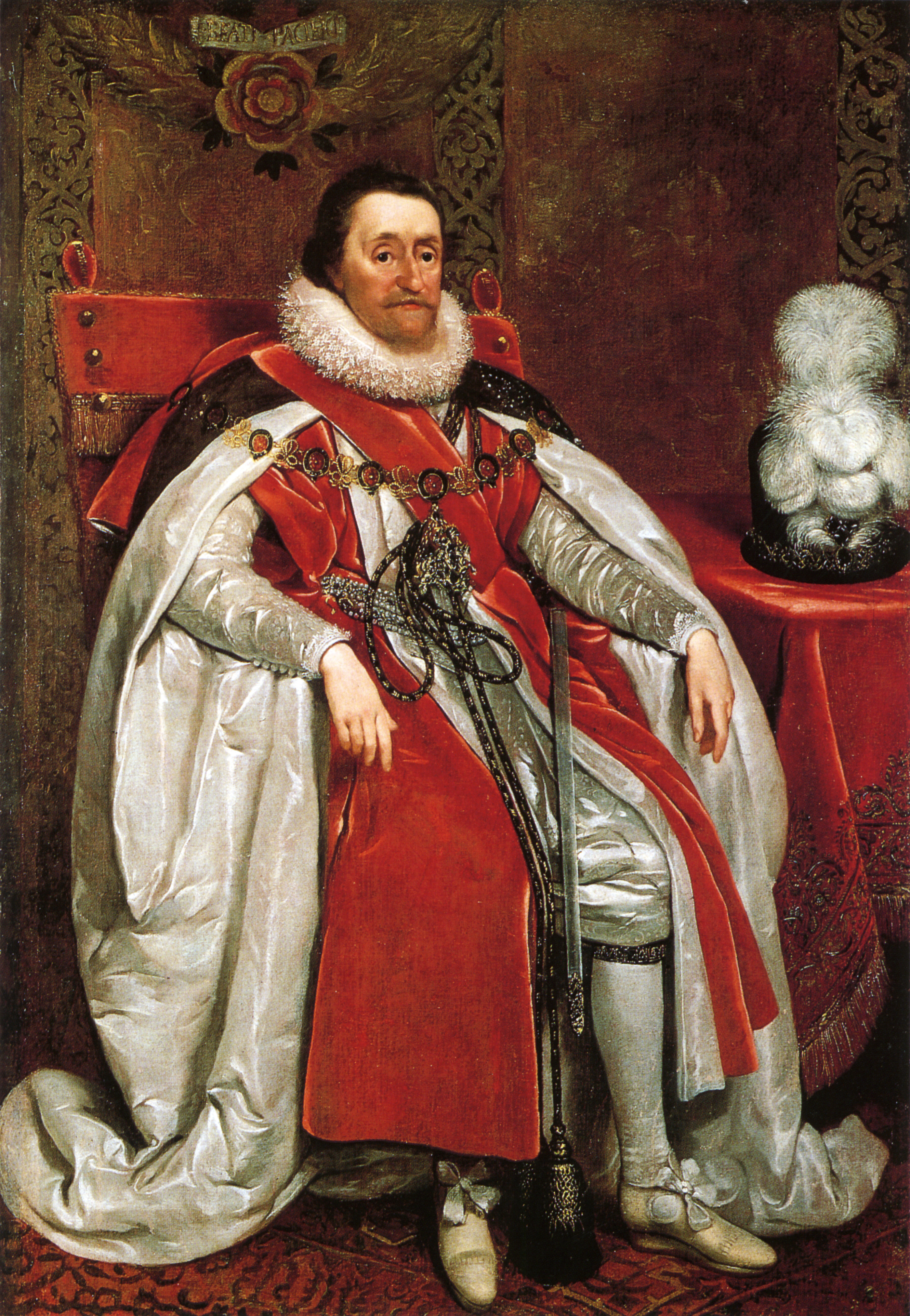
Яків I у старості

У 1610 році Сесіл запропонував проєкт «Великого контракту»: затвердження парламентом щорічної фіксованої субсидії королю на підставі загального земельного податку в обмін на відмову Якова від королівських феодальних прерогатив. Однак цей проєкт було провалено в англійському парламенті. У відповідь король без санкції парламенту збільшив потонний та пофунтовий збори й почав активно стягувати належні йому за феодальним правом платежі. Обурена палата громад видала білль про заборону королю введення церковних законів без згоди парламенту й ліквідації права королівської опіки, що призвело до розпуску парламенту 1611 року.
Залишившись без можливості стягування податків, король почав вдаватись до масового продажу титулів: у 1611 році було започатковано новий титул баронета, який міг отримати будь-який дворянин, що вніс до скарбниці 1080 фунтів стерлінгів. Більш високі тарифи були встановлені для титулів віконта, барона і графа. Однак ці заходи за зростання прибутків Якова I на утримання королівського двору й зовнішню політику не могли усунути фінансову кризу. Другий парламент царювання, скликаний 1614 року знову відмовився затвердити субсидії королю та невдовзі був розпущений. Антагонізм між абсолютистськими претензіями Якова та парламентом Англії тільки посилився.
Упродовж семи років після розпуску парламенту 1614 року король припинив скликати англійський парламент. Нестача коштів змусила розширити практику застосування феодальних прав короля, почати вдаватись до примусових позик й піти на зближення з Іспанією. Новий парламент було скликано 1621 року. За умов початку Тридцятилітньої війни громади погодились затвердити субсидію королю на підтримку німецьких протестантів. Однак в обмін на це вони зажадали вступу Англії до війни з Іспанією, посилення законів проти католиків й підпорядкування зовнішньої політики короля парламентському контролю. У результаті парламент знову було розпущено, а його лідерів заарештовано. Це означало крах парламентської політики короля. Державний борг зріс до астрономічної суми в 1 мільйон фунтів стерлінгів.
Тільки перед самою смертю короля, у 1624 році четвертий парламент Якова I затвердив субсидії на війну з Іспанією, але зумовив свою згоду встановленням парламентського контролю за видатками скарбниці й закріпив право парламенту на оголошення імпічменту вищим посадовим особам країни. Перший імпічмент було винесено лорду-скарбнику графу Міддлсексу, відповідальному за фінансові заходи короля.

### Ірландське питання
Продовжуючи політику Єлизавети I і спираючись на власний досвід підкорення гельських регіонів Шотландії, Яків I почав кампанію з масованої англійської колонізації Ірландії. У 1607 році граф Тірону й інші лідери ірландських кланів Ольстеру були змушені емігрувати з Ірландії, їхні володіння були конфісковані й розподілені між англійськими та шотландськими колоністами. На Ірландію було розповсюджено англійське право, скасовано брегонські закони, гавелкайнд та інші ірландські традиції. Повстання проти англійської влади в Ольстері у 1608 році було придушено, в Ірландії було введено роз'їзні суди, вожді кланів підпорядковані центральній адміністрації. Безліч ірландців було виселено з Ольстеру, а на їхнє місце переселились англо-шотландські колоністи-орендарі.

### Правління фаворитів

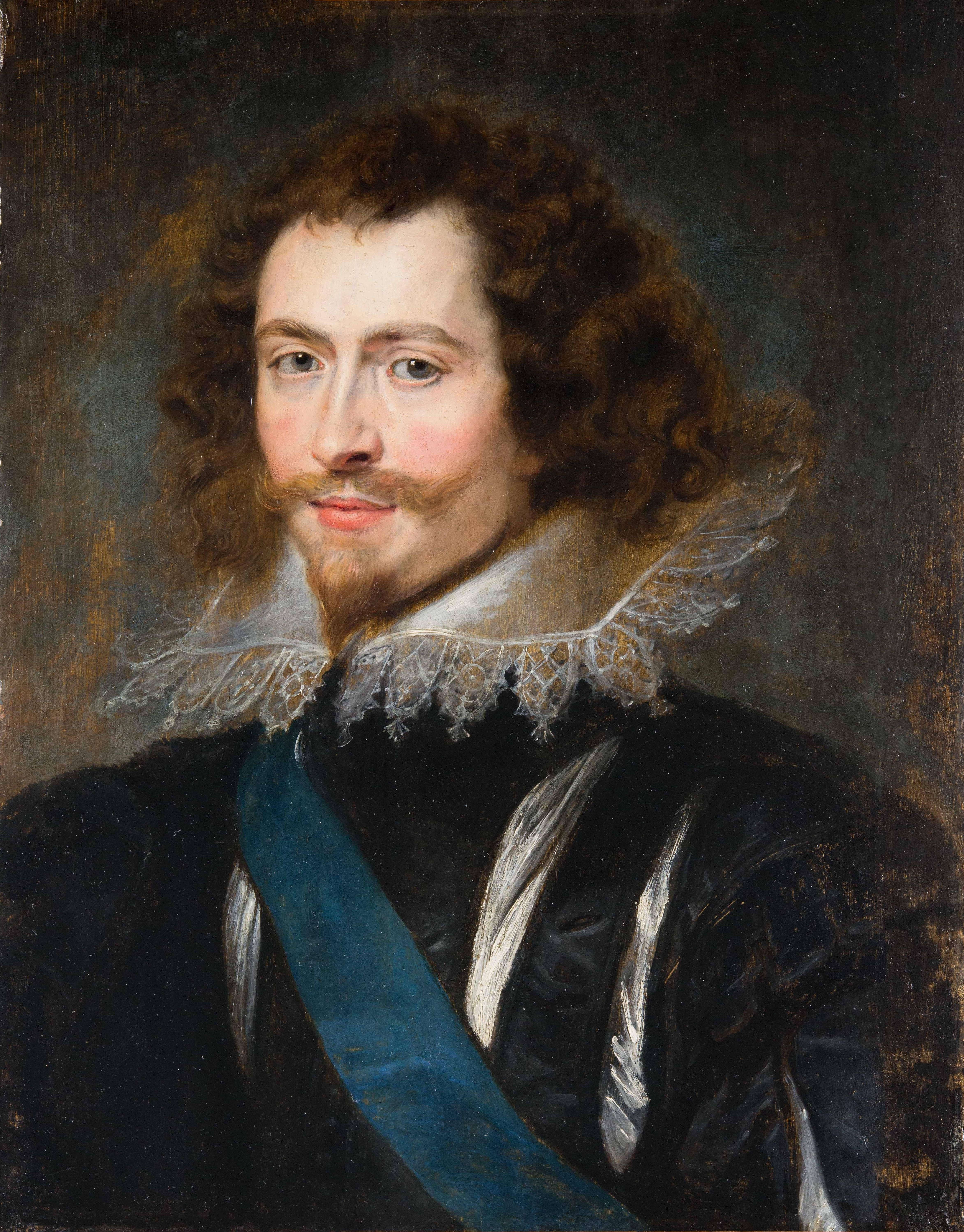
Джордж Вільєрс, фаворит Якова I (портрет роботи Рубенса)

Після смерті Роберта Сесіла в 1612 році в Англії не залишилось державного діяча адекватного рівня для одноосібного управління країною. Це, з одного боку, сприяло оформленню «кабінету» при королі й підвищенню ролі у державній адміністрації спеціалізованих комісій та комітетів — прообразів майбутніх міністерств, а з іншого боку, полегшило возвеличення королівських фаворитів. Першим із них став Філіпп Герберт, який став графом Монгометі. Невдовзі фаворитом став також молодий Роберт Карр, граф Сомерсет (з 1613 року), однак через його участь в отруєнні Томаса Овербері король був змушений заарештувати свого фаворита та ув'язнити його у 1615 році. Новим улюбленцем похилого Якова VI став Джордж Вільєрс, який швидко став першою особою держави. Йому було передано величезні земельні володіння, надано посаду лорд-адмірала, а в 1623 році Вільєрсу було надано титул герцога Бекінгема. В останні роки життя Яків I практично усунувся від правління, поступившись більшою частиною своєї влади Бекінгему та своєму сину Карлу, принцу Уельському.

### Зовнішня політика
Зовнішня політика короля відзначалась прагненням до миру та зближенням із континентальними державами. Негайно після вступу Якова I на престол Англії, у 1604 році було підписано Лондонський мир з Іспанією, що завершив тривалу англо-іспанську війну. Пізніше, завдяки посередництву Якова I, завершилась війна Іспанії та Нідерландів. Шлюб старшої дочки короля Єлизавети у 1613 році з Фрідріхом V, курфюрстом Пфальцу та главою Євангельської унії німецьких князів, заклав міцну базу довготривалого союзу Англії з протестантськими державами Німеччини.
Після початку в 1618 році Тридцятилітньої війни Яків I відмовився від втручання до справ Німеччини, не бажаючи псувати стосунки з Іспанією, з якою король почав перемовини про шлюб англійського спадкоємця Карла та іспанської інфанти. Цей шлюб мав посилити міжнародний престиж короля й покращити його фінансовий стан. Проти союзу з Іспанією рішуче висловився англійський парламент, що вимагав вступу Англії до війни на боці протестантів. До англо-іспанських перемовин про шлюб втрутились принц Уельський і Бекінгем, чиї авантюрні дії зірвали угоду.
Під тиском парламенту й Бекінгема в 1624 році Яків I вступив до війни на боці протестантських князів. До Голландії було відряджено англійський експедиційний корпус під командуванням Ессекса, було укладено династичний союз із Францією: принц Уельський одружився з дочкою французького короля Генріха IV Генрієттою Марією. У розпал підготовки до нової військової кампанії король Яків помер 27 березня 1625 року.

### Колоніальна політика
На роки правління Якова I припадає початок утворення англійської колоніальної системи. У 1607 році було засновано Вірджинію — першу колонію Англії на узбережжі Північної Америки, названу на честь «королеви-незайманої» Єлизавети I. Потім — поселення на Бермудських островах (1609) та в Індії (Мачиліпатам, 1611). У 1620 році пілігрими-пуритани заснували Плімут, першу колонію Нової Англії, а в 1623 році поселення на острові Сент-Кіттс, першу колонію у Вест-Індії.

## Особа короля
Яків був одним із найосвіченіших людей свого часу, знав не тільки латину, а й давньогрецьку, складав вірші шотландською й латиною, написав книгу настанов своєму сину, трактати з демонології і про шкідливість тютюну (ставши першопрохідцем останньої теми). Широку європейську відомість отримав трактат короля «Basilicon Doron» (1599), у якому знайшли відображення погляди Якова I на сутність королівської влади і стосунки монарха та підданих, держави й церкви.
Його час ознаменовано продовженням ренесансного розквіту культури, який почався ще за Єлизавети; за його часів творили Вільям Шекспір, Бен Джонсон, Вільям Драммонд і Джон Донн. Яків присвоїв трупі Шекспіра статус королівської. Френсіс Бекон займав у його уряді пост лорда-канцлера. Король заохочував дослідження алхіміків й нові роботи в галузі медицини та природознавства.
Король, який ніколи не знав батька й виховувався в атмосфері ненависті до своєї матері, Марії Стюарт, легко потрапляв під вплив привабливих та енергійних дворян, що давало привід підозрювати Якова I у гомосексуальних схильностях. Першим фаворитом короля став 34-річний герцог Леннокс, якому юний Яків I фактично довірив управління країною від свого імені. Під час сватання до данської принцеси король показав себе як нетерплячий наречений, здійснивши несподівану поїздку до Осло, де була змушена зупинитись через шторм Анна. Однак згодом король охолов до своєї дружини, яка не відповідала йому за рівнем інтелекту, що, однак, не завадило королівському подружжю народити сімох дітей. У зрілому віці Яків I, що відчував труднощі у взаємовідносинах зі старшими синами, знову опинився під впливом молодих фаворитів: Роберта Карра, графа Сомерсета, Джорджа Вільєрса, герцога Бекінгема та інших.

## Родина
Дружина — Анна Данська, дочка Фредеріка II, короля Данії та Норвегії
Діти:
- Генріх, принц Уельський (1594—1612)
- Єлизавета (1596—1662) — одружена (1613) з Фрідріхом V, курфюрстом Пфальцу (родоначальниця Ганноверської династії, що вступила на британський престол у 1714 році)
- Маргарита (1598—1600)
- Карл (1600—1649) — король Англії та Шотландії (з 1625 року)
- Роберт (1602—1602) — герцог Кінтайр
- Марія (1605—1607)
- Софія (1606—1606)

## Герби

Герб Якова як герцога Ротсейського
Герб короля Шотландії Якова VI, до об’єднання корон Шотландії та Англії, до 1603 року